# Kazimír Mrozek
Kazimír Mrozek (* 12. února 1950) je bývalý český fotbalista, brankář.

## Fotbalová kariéra
V československé lize hrál za TŽ Třinec v letech 1970-1976, nastoupil ve 42 utkáních.

## Ligová bilance
| Ročník                                   | Zápasy | Góly | Klub      |
| ---------------------------------------- | ------ | ---- | --------- |
| 1. československá fotbalová liga 1970/71 | 8      | 0    | TŽ Třinec |
| 1. československá fotbalová liga 1971/72 | 9      | 0    | TŽ Třinec |
| 1. československá fotbalová liga 1974/75 | 13     | 0    | TŽ Třinec |
| 1. československá fotbalová liga 1975/76 | 12     | 0    | TŽ Třinec |
| CELKEM                                   | 42     | 0    |           |